# Mikhaïl Kassianov
Mikhaïl Mikhaïlovitch Kassianov (en russe : Михаил Михайлович Касьянов) est un homme d'État russe, né le 8 décembre 1957 à Solntsevo, dans la région de Moscou, président du gouvernement de la fédération de Russie de 2000 à 2004.

## Biographie

### Famille et jeunesse
Kassianov est né à Solntsevo dans l’oblast de Moscou. Son père était professeur de mathématiques et directeur d’une école locale. Sa mère était économiste et chef du département d’une entreprise de construction gouvernementale (Glavmosstroy). Il est le troisième enfant de la famille. Il a des sœurs aînées Irina et Tatiana. Dans son enfance, Mikhaïl a étudié dans une école de musique et a joué du violoncelle. Au lycée et à l’institut, il joue dans un groupe de rock.

### Carrière politique
Il est notamment vice-ministre des Finances de 1995 à mai 1999, date à laquelle il devient ministre des Finances. Il est ensuite président du gouvernement de la fédération de Russie à partir de 2000. En 2003, Kassianov critique l'arrestation de Mikhaïl Khodorkovski, un oligarque, patron de Ioukos et opposé à Vladimir Poutine. Kassianov et son gouvernement sont limogés par le président Poutine le 24 février 2004.
Avec le départ de Kassianov, le président Poutine s'éloigne ainsi du dernier membre du gouvernement associé pleinement à la période Eltsine, à sa « famille » et aux oligarques russes qui ont fondé leur empire économique sous sa présidence. Kassianov est ensuite mis en examen pour corruption, accusé d'avoir encouragé des détournements de fonds réalisés par ses collaborateurs lorsqu'il travaillait au ministère des Finances sous la présidence de Boris Eltsine, et sur lesquelles il prélevait une part en échange de son silence.
Kassianov est ensuite président de l’Union populaire et démocrate russe (RNDS), un parti politique libéral, membre de la coalition l'Autre Russie. Après avoir fait connaître son intention de s'opposer à Vladimir Poutine lors de l'élection présidentielle de 2008, Kassianov est accusé par Alexandre Khinchtein (en), député membre de Russie unie, d'abus de confiance. Il lui reproche d'avoir acheté une datcha d'État en passant par un prête-nom. Une enquête est ouverte en juillet 2005.
Kassianov est enregistré comme candidat à l'élection présidentielle de 2008 après avoir soumis une liste de 2 millions d'électeurs le soutenant. À la suite de l'examen des signatures soumises par Kassianov, la commission électorale centrale refuse son enregistrement le 27 janvier 2008. Une enquête détermine que beaucoup de signatures étaient invalides et que le nombre de signatures valides obtenues était inférieur à 1 million. Kassianov compare le gouvernement russe à celui de l'Union soviétique, il ajoute : « La violence et la dictature sont les idées maîtresses de ce régime »,.
Il rejoint et prend la tête du Parti de la liberté du peuple (en) en 2012. Ce parti regroupe quatre formations politiques : Solidarnost (Boris Nemtsov), le Parti républicain de Russie (Vladimir Ryjkov), le Choix démocratique (Vladimir Milov) et l'Union populaire et démocrate russe (Mikhaïl Kassianov). 
En 2016, juste avant les élections législatives, Kassianov est victime d'un kompromat : la chaîne de télévision NTV divulgue une vidéo le représentant avec sa maîtresse Natalia Pelevine, où il se livre à de sévères critiques contre d'autres dirigeants de son parti.
En mai 2022, il affirme publiquement son opposition à l'invasion de l'Ukraine par la Russie et quitte la Russie. En novembre 2023, Kassianov est ajouté à la liste des agents étrangers. Le ministère de la Justice justifie cet ajout parce que Kassianov s'est opposé à l'« opération militaire spéciale » en Ukraine et a disséminé de « fausses informations »,.

## Décorations
Il a le grade civil de conseiller d'État effectif de la fédération de Russie de 1re classe.